# Cultura de la ciudad de Buenos Aires
La cultura de la ciudad de Buenos Aires comparte muchas características con la cultura de la zona del Río de la Plata. No solo se comparten características idiomáticas (ya que en la región muchos usan el mismo dialecto, el español rioplatense), sino que comparte las raíces tan diversas que formaron la cultura de la región. La diversidad está dada por la gran cantidad de inmigrantes que llegaron a la región durante los siglos XIX y XX, lo que convirtió a Buenos Aires en un crisol cultural.
Buenos Aires es una de las principales metrópolis culturales de Occidente. El desarrollo cultural se aprecia en la gran cantidad de museos, teatros y bibliotecas que pueden encontrarse en la ciudad. También se destaca por su industria editorial y por tener una identidad cultural propia, reflejada en manifestaciones como el fileteado, el lunfardo, el tango, el mate y los carnavales porteños. Además cuenta con una importante oferta turística y numerosos sitios para visitar.

## Música
Hoy que la suerte quiere que te vuelva a ver,
ciudad porteña de mi único querer,
oigo la queja de un bandoneón,
dentro del pecho pide rienda el corazón.

Alfredo Le Pera, "Mi Buenos Aires querido"

La música popular en las primeras décadas del siglo XX era el Tango, que si bien comenzó a decaer a partir de la segunda mitad de ese siglo, resurgió en los últimos años en su estilo clásico y combinado con la música electrónica. El exponente más conocido es el cantante Carlos Gardel, reconocido no solo localmente, sino también a nivel internacional, tanto en su época como en la actualidad. Pero no hay que olvidarse de las grandes orquestas, como la de Aníbal Troilo, Mariano Mores y Osvaldo Pugliese, o grandes letristas como Enrique Santos Discépolo y Homero Manzi.
Para mediados de ese siglo surgieron nuevos cantantes, el tango conservó cierta popularidad gracias a personalidades como Julio Sosa, Edmundo Rivero y Roberto Goyeneche, así como surgieron nuevas tendencias, cuyo mayor exponente fue Astor Piazzolla. La música de Piazzolla sufrió un gran cambio luego de su viaje a París en 1954, donde estudió con Nadia Boulanger y aprendió de músicos como Gerry Mulligan. De esta forma su música comenzó a tener influencias del jazz, introduciendo dos conceptos novedosos en el tango: el swing y el contrapunto. A finales del siglo XX surgió otra tendencia en el tango, y fue su fusión con la música electrónica. Surgieron nuevos grupos, tanto en Argentina como en el resto del mundo, destacándose Bajofondo Tango Club, Tanghetto y Gotan Project.
A partir del final de la década de 1960, al igual que en muchos centros urbanos del país, surgió el Rock Nacional, siguiendo la explosión y evolución que el rock había sufrido internacionalmente en esa misma década. Sus exponentes en un principio solían ser perseguidos por la policía, debido a los regímenes autoritarios que existían en el país. Los precursores de este género solían reunirse en ciertos bares, confiterías o plazas, siendo los más famosos lugares de reunión "La Cueva" y "La Perla del Once".
Junto a Rosario son la cuna del punk rock argentino en la década del 80 y 90.
La ciudad ha tenido también influencias de la cumbia, el cuarteto y un estilo surgido a finales del siglo XX en las zonas más pobres de la Ciudad y del Gran Buenos Aires, la cumbia villera. En los últimos años ha habido un desarrollo importante del reggae, con la creación de muchos grupos y festivales.
Hablando de otro género musical, Miranda! es el grupo de Electro pop más importante de Latinoamérica.

## Gastronomía
La gastronomía de la ciudad de Buenos Aires se caracteriza por dos grandes aportes europeos: el italiano y el español, es igual de variada que el resto de la cultura, incluyendo carnes rojas, pescados, pastas y las empanadas, que son originarias del noroeste argentino. Entre las carnes se destaca el asado, la tira de asado o el vacío, generalmente acompañado por chorizos, mollejas, chinchulines y morcillas. Además de estos cortes populares, se puede probar el bife de chorizo, el bife de lomo o el ojo de bife, más nobles. Los pescados más consumidos son merluza, corvina, lenguado, besugo y pejerrey. La influencia de la dieta mediterránea italiana, muy difundida por las corrientes migratorias provenientes de ese país a principios del siglo XX, se refleja en las pastas como fideos, ñoquis, canelones, lasañas y ravioles, y en los postres, en especial el helado y el tiramisú Más allá de todas estas hay una que nos faltó mencionar El Mate un conjunto de yuyos secos colocados adentro de un recipiente con una base de metal.

## Tradiciones
La ciudad tiene un aspecto cultural muy amplio debido a la diversidad de quienes la han habitado a lo largo de su historia. Ejemplos de esto son el lunfardo, el fileteado y el carnaval.

### Lunfardo
El lunfardo surgió en Buenos Aires se desarrolló y extendió desde mediados del siglo XIX en las zonas pobres de la Ciudad de Buenos Aires, Rosario y Montevideo con el gran aporte de la inmigración italiana. El lunfardo más cerrado comenzó como lenguaje carcelario de los presos, para que los guardias no los entendieran, a fines del siglo XIX. Muchas de sus expresiones llegaron con los inmigrantes europeos (principalmente italianos). Otras palabras llegaron del lenguaje típico gauchesco. En sus orígenes, también tuvo aportes provenientes
de Francia, especialmente del idioma occitano, del inglés el gallego y el portugués, entre otros. Además incluye palabras aborígenes, en especial de los idiomas quechua, guaraní y mapuche; y otras, de origen africano. Hoy en día, algunos términos lunfardos se han incorporado al lenguaje habitual de toda la Argentina y Uruguay.

### Fileteado

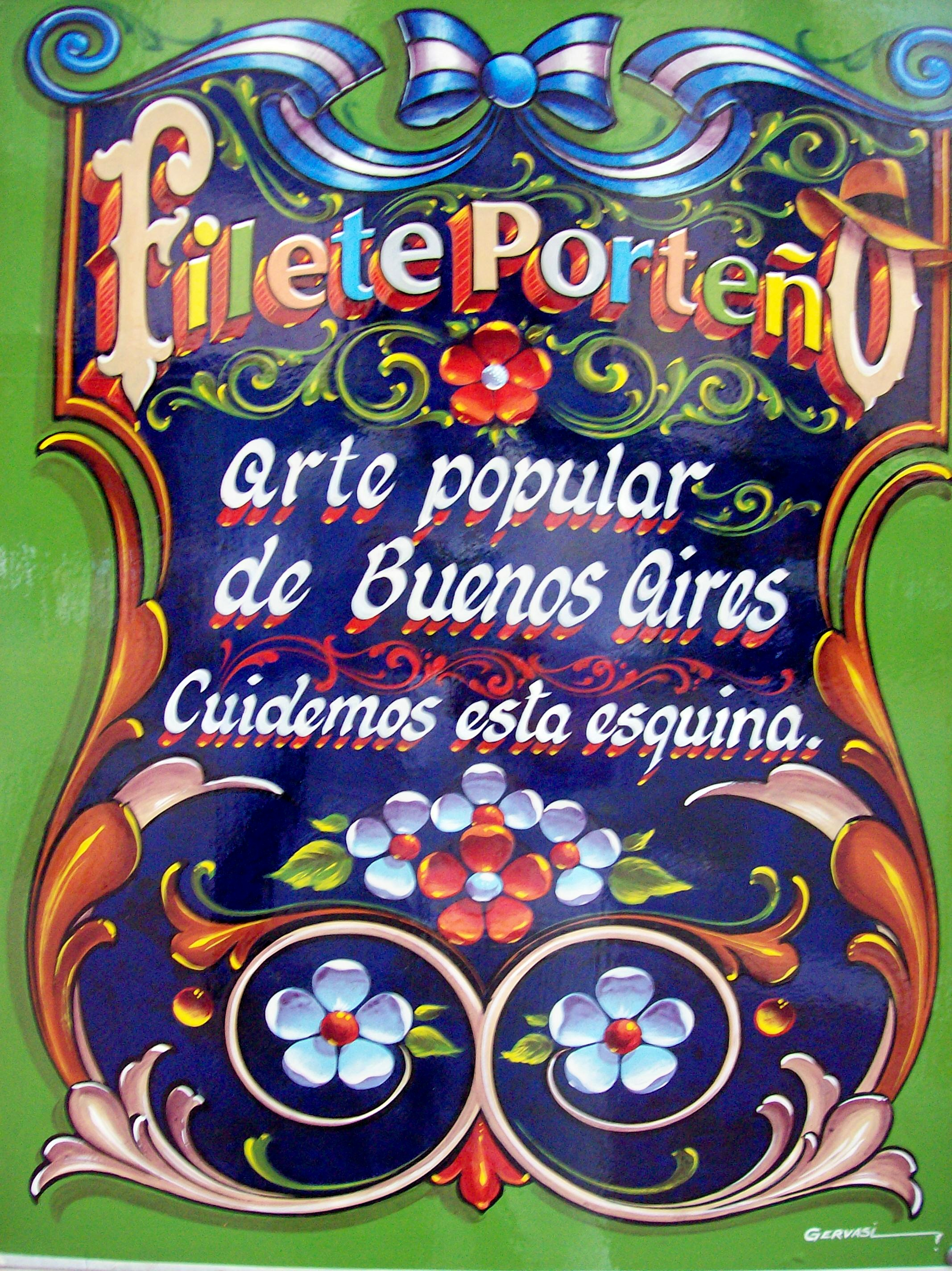
El fileteado es un arte popular de la ciudad.

El fileteado es un estilo artístico de pintar y dibujar típicamente porteño, que se caracteriza por líneas que se convierten en espirales, colores fuertes, el uso recurrente de la simetría, efectos tridimensionales mediante sombras y perspectivas, y un uso sobrecargado de la superficie. Su repertorio decorativo incluye principalmente estilizaciones de hojas, animales, cornucopias, flores, banderines, y piedras preciosas.
Suele presentarse en contextos emparentados con el tango, el diseño y la publicidad. Generalmente se incluyen dentro de la obra, frases ingeniosas, refranes poéticos o aforismos chistosos, emocionales o filosóficos, escritos a veces en lunfardo, y con letras ornamentadas, generalmente góticas o cursivas.
Nació en la ciudad de Buenos Aires, Argentina, hacia fines del siglo XIX como un sencillo ornamento para embellecer carros de tracción animal que transportaban alimentos y con el tiempo se transformó en un arte pictórico propio de esa ciudad, hasta tal punto que pasó a convertirse en el emblema iconográfico que mejor representa a la ciudad.
En el año 2006 la legislatura porteña declaró al fileteado como Patrimonio Cultural de la Ciudad de Buenos Aires a partir de la sanción de la ley 1941.

### Carnaval

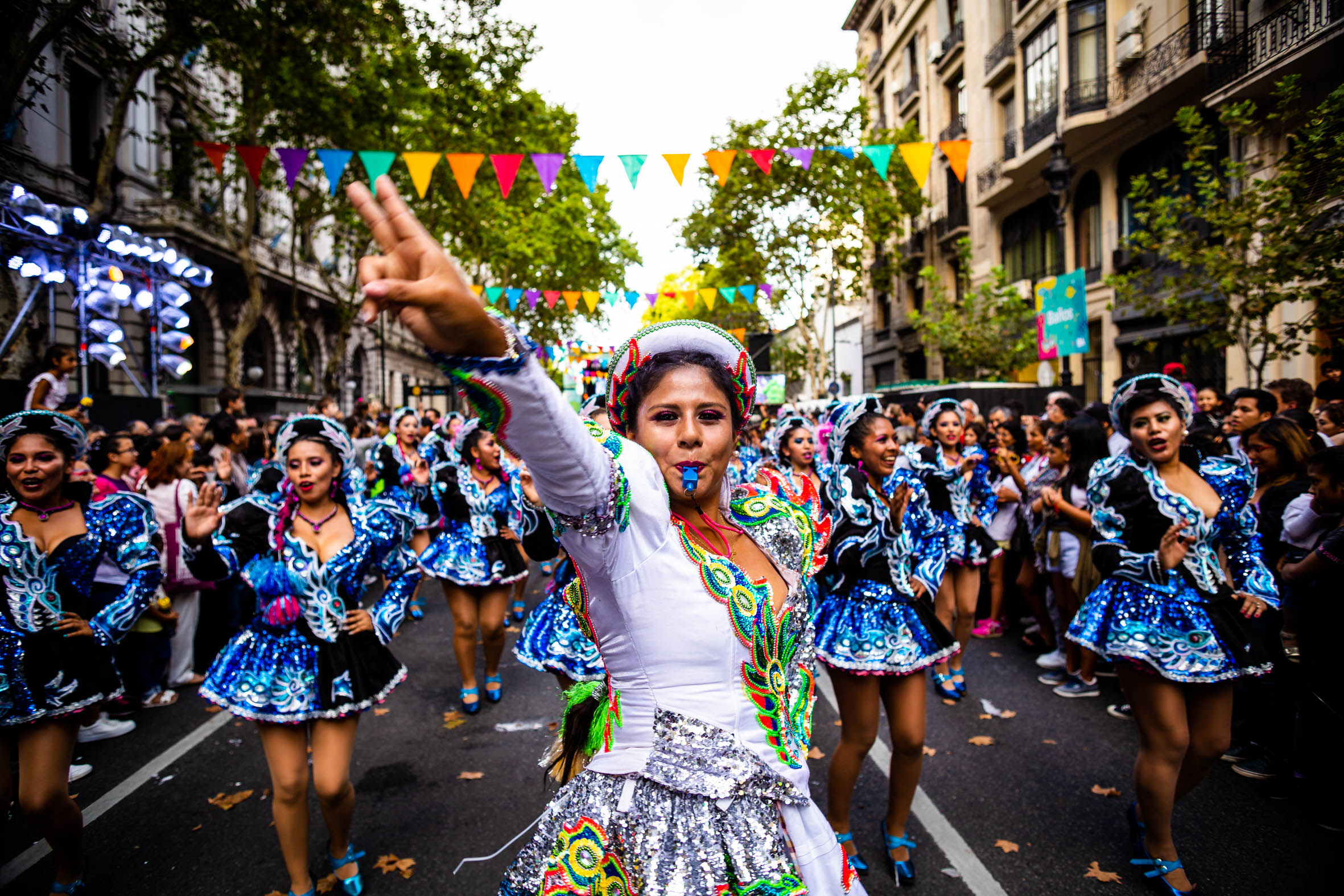
Buenos Aires - Avenida de Mayo - Carnaval 2019

Durante el mes de febrero se realizan durante los cuatro fines de semana los Festejos de carnaval, donde las diferentes murgas participan de los desfiles y bailes. Desde 1997 las actividades desarrolladas por estos grupos son consideradas Patrimonio Cultural de la Ciudad, y gracias a eso existen en 2006 103 murgas, que agrupan a más de 14.000 personas. Se calcula que en el 2005 asistieron a estos festejos 800.000 personas, distribuidas en los 43 corsos realizados en los diferentes barrios.
El carnaval porteño ha sido además una forma de denuncia social y política, abarcando temas como los problemas de integración que existían en la ciudad durante las corrientes inmigratorias a principios del siglo XX hasta los flagelos de la corrupción actual. Por esta razón diferentes gobiernos han intentado controlarlos, hasta que el 9 de junio de 1976 los feriados de carnaval fueron eliminados mediante el decreto ley 21.329. En 2009 por decreto de la presidenta Cristina Fernández, los feriados fueron restablecidos.
Cada murga tiene sus colores y su nombre, acompañado por el nombre del barrio en donde fueron creadas. Las murgas porteñas utilizan en sus representaciones diferentes medios de expresión artística: la música, la poesía, el teatro y las artes plásticas. Los ensayos para el carnaval se intensifican desde el mes de enero, donde comienza a practicarse en plazas, clubes o gimnasios.
Cada representación consta de tres etapas: un desfile de entrada, un número central de canciones y el desfile de retirada. El desfile de entrada es encabezado por un estandarte, en el que aparecen el nombre de la murga, el año de su fundación y año del carnaval. El estandarte suele estar acompañado por personajes típicos, como los lanzallamas, payasos y zanqueros, que realizan la apertura para la llegada de la murga, con sus vestimentas brillantes y sus bombos y platillos. El desfile se produce en orden de edad, primero los menores, llamados mascotas, luego los jóvenes y lo cierran los bombos y los directores de la murga.
El número central está compuesto por canciones, que suelen ser tres: la de presentación, la parodia o crítica y la de despedida. Las melodías son de canciones de la música popular, y son cantadas por uno o dos integrantes, acompañados de un coro. La canción de presentación describe la agrupación y expresan los deseos de divertir. La crítica es la parte más importante de la representación, allí se parodian acontecimientos y personajes relevantes de la ciudad, expresando su opinión sobre los mismos. La canción de despedida tiene melodías nostálgicas, que suelen ser de tangos famosos, en la que se pide disculpas por las ofensas y se promete el regreso.
El desfile de despedida reproduce el orden de entrada, con el público acompañando a la murga hasta el final del desfile, marcado por los bombos. El carnaval porteño conserva un contenido social que han perdido muchos de los carnavales existentes no solo en Sudamérica, sino en la misma Argentina.

## Museos

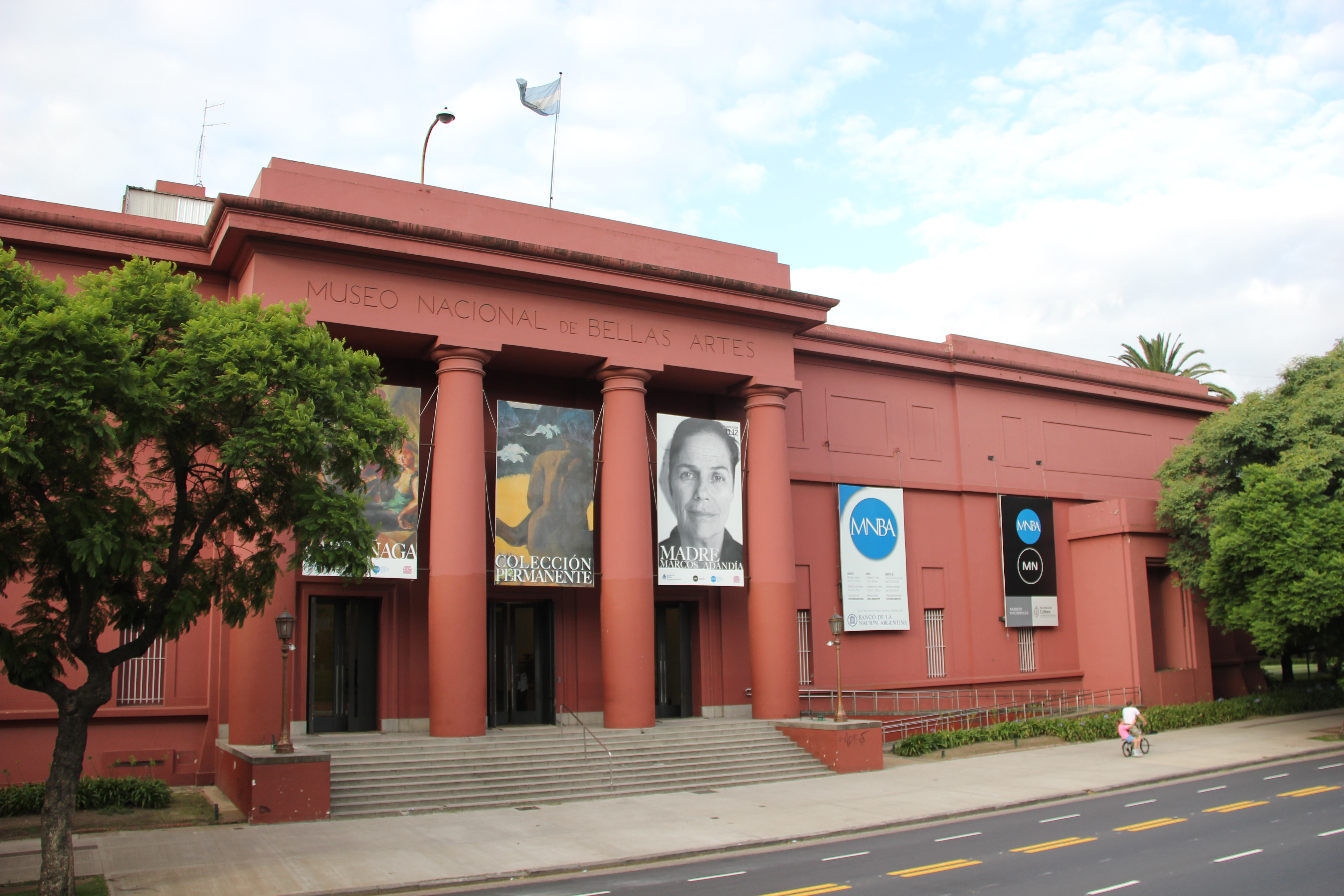
Museo Nacional de Bellas Artes, uno de los museos más importantes de la Argentina

En la ciudad de Buenos Aires se encuentran instalados más de 140 museos, ya sean de carácter público o privado. De la Secretaría de Cultura de la Ciudad de Buenos Aires, a través de la Dirección General de Museos, dependen diez museos: Museo de Arte Hispanoamericano Isaac Fernández Blanco, el Museo de Arte Moderno de Buenos Aires, el Museo de Arte Español Enrique Larreta, el Museo de Artes Plásticas Eduardo Sívori, el Museo de Arte Popular José Hernández, el Museo de Esculturas Luis Perlotti, el Museo del Cine Pablo Ducrós Hicken, el Museo Casa Carlos Gardel, el Museo Histórico de Buenos Aires Cornelio de Saavedra y el Buenos Aires Museo. La Dirección General de Museos tiene su sede en el Centro de Museos de Buenos Aires, que se ubica donde anteriormente se encontraba la Cervecería Múnich, obra de Andrés Kálnay inaugurada en 1927. También pueden encontrarse en la ciudad museos dependientes del gobierno nacional, entre los que se encuentran el Museo Histórico Nacional, el Museo Nacional de Bellas Artes y el Museo Nacional de Arte Decorativo.
El Museo Casa Carlos Gardel fue inaugurado el 4 de marzo de 2003, se basa en la reconstrucción de la vida de Carlos Gardel, tanto del personaje como del mito. La sede es una típica casa chorizo de principios del siglo XX, y fue comprada en 1927 por el mismo Gardel para su madre, con la cual vivió en el lugar hasta 1933.
El Museo Nacional de Bellas Artes se encuentra ubicado en el barrio de Recoleta, fue inaugurado en 1896 y cuenta con una extensa colección de arte nacional e internacional. Pueden encontrarse obras de artistas nacionales como Berni, Quinquela Martín, Spilimbergo, Fader, De la Cárcova, Curatella Manes y Seguí; y de artistas internacionales como Picasso, Goya, Rodin, Manet, Monet, El Greco y Van Gogh.
El Museo Nacional de Arte Decorativo fue originalmente la casa de la familia Errázuriz Alvear. Fue inaugurado en 1937, y a través de su decoración muestra el estilo de vida de la clase alta porteña a principios del siglo XX. La casa se construyó a partir de un proyecto de René Sergent, y es un ejemplo de la arquitectura ecléctica francesa que se desarrolló durante la época. El museo cuenta con porcelanas, orfebrería, tapices, esculturas y muebles de los siglos XIV al XX y un patrimonio artístico que incluye obras de El Greco, Manet, Camille Corot, Eugène Boudin y Henri Fantin-Latour.
El Museo de Arte Latinoamericano de Buenos Aires alberga 228 obras de la Colección Constantini. Exhibe obras de artistas latinoamericanos, que datan desde principios del siglo XX hasta la actualidad. Su patrimonio está compuesto, entre otros, por obras de Frida Kahlo, Wilfredo Lam, Diego Rivera, Armando Reverón, Joaquín Torres García, Antonio Berni, Pedro Figari, Lygia Clark, Guillermo Kuitca y José Bedia Valdés.
El Museo Argentino de Ciencias Naturales Bernardino Rivadavia es uno de los museos de ciencia más importantes de Latinoamérica. Tiene como temática la fauna, flora, mineralogía, geología y paleontología argentina. Se destaca su sala de paleontología donde se exhiben réplicas de diferentes dinosaurios (de los períodos Triásico, Jurásico y Cretácico) encontrados en el país. También se exhiben una serie de invertebrados y vegetales fósiles, y se puede ver un meteorito con un peso mayor a las cuatro toneladas (llamado El Toba) que cayó en el Chaco Argentino.

## Artes plásticas
- Centro Cultural Recoleta (CCR), Recoleta (Buenos Aires) - Junín 1930 4807-3260
- Centro Cultural Borges
- Centro Cultural de España en Bs. As.
- Centro Cultural MOCA
- Museo de Arte Hispanoamericano
- Museo de Arte Latinoamericano de Buenos Aires (MALBA)
- Museo Nacional de Bellas Artes (MNBA)
- Museo de Arte Moderno de Buenos Aires (MAMBA)
- Museo de Esculturas Luis Perlotti
- Museo de Artes Plásticas Eduardo Sívori

## Teatros

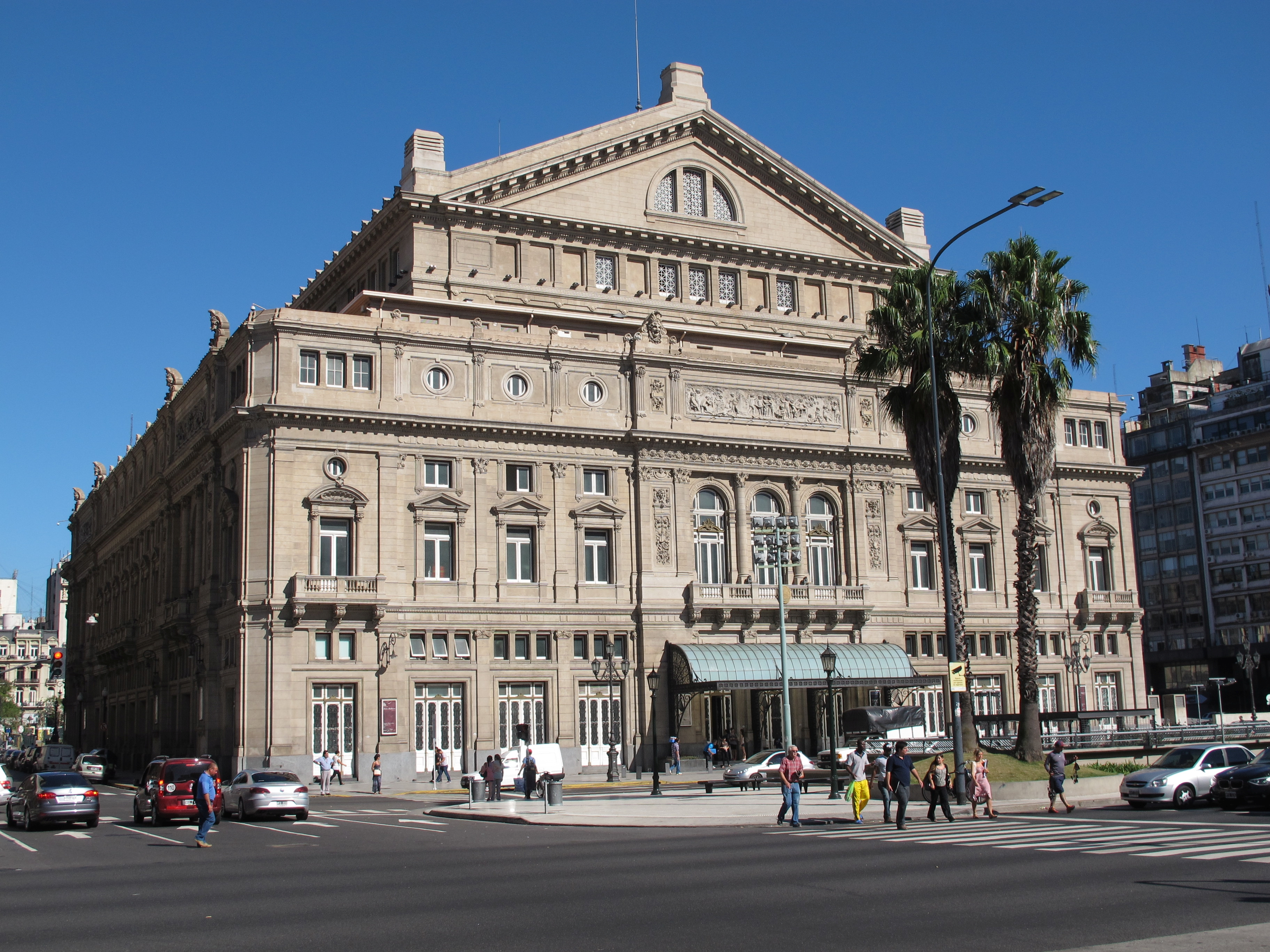
El Teatro Colón, es considerado como uno de los teatros de ópera más importantes del mundo.

La Ciudad de Buenos Aires es la ciudad con más teatros en el mundo, y ofrece una gran variedad de propuestas teatrales, tanto en sus salas comerciales, estatales o independientes. Los teatros dependientes del Gobierno de la Ciudad son el Teatro Colón y los establecimientos dependientes del Complejo Teatral de Buenos Aires: los teatros General San Martín, Regio, de la Ribera, Sarmiento y el Alvear. Una importante cantidad de teatros se ubican en la Avenida Corrientes y sus alrededores, como por ejemplo el Teatro Maipo.

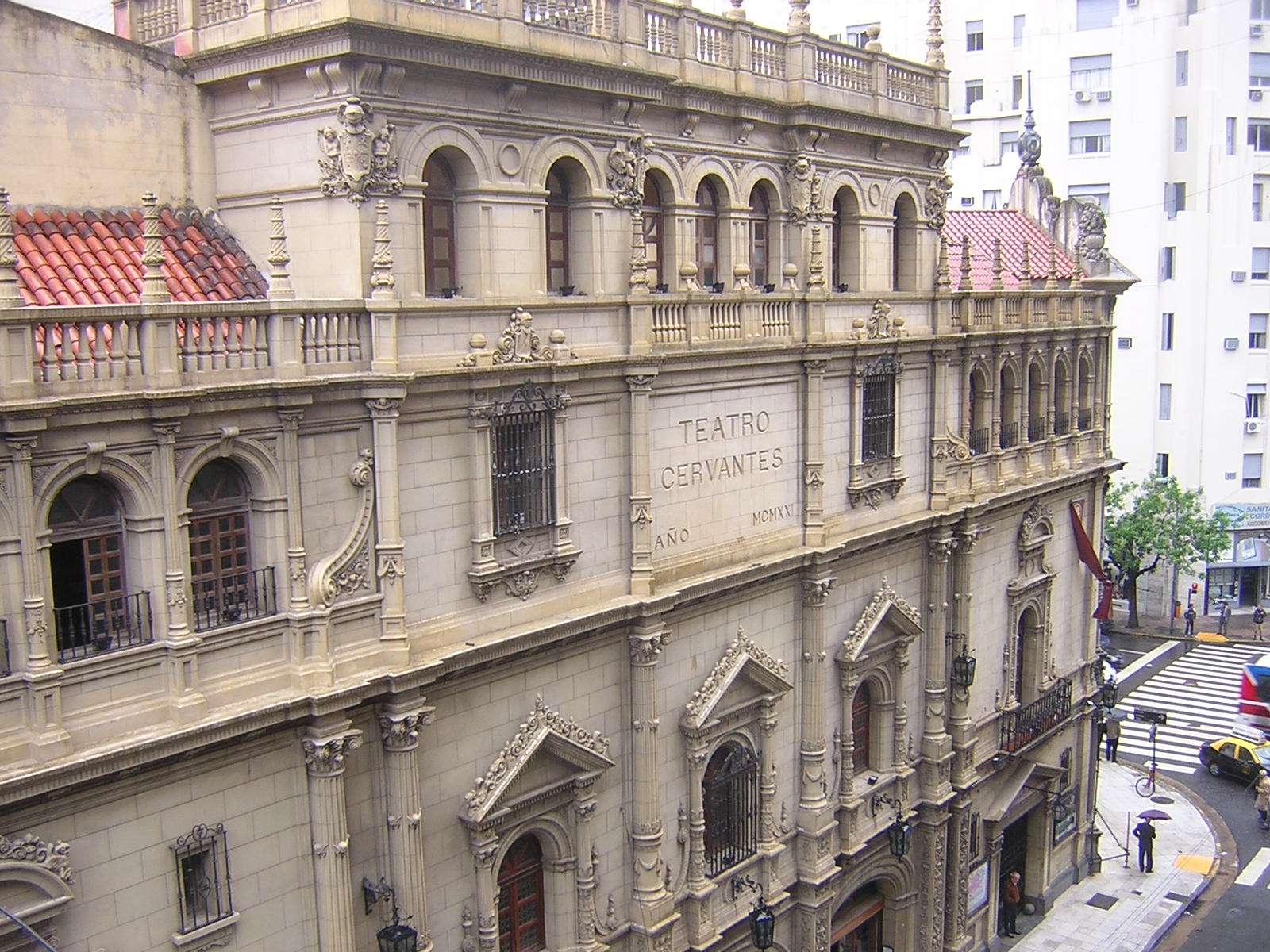
El Teatro Cervantes, en el distrito teatral de la ciudad.

La actividad teatral tuvo una disminución, tanto de espectadores como de cantidad de funciones, durante la década de 1990. Desde el 2002 se ha producido un importante aumento en la cantidad de espectadores que concurren a los teatros, aunque no sucede lo mismo con la cantidad de funciones presentadas. La cantidad de funciones se mantiene similar al promedio producido durante la década de 1990, lo que determina que existe un aumento en la cantidad de público por función respecto a las cifras de esa década.

## Bares notables

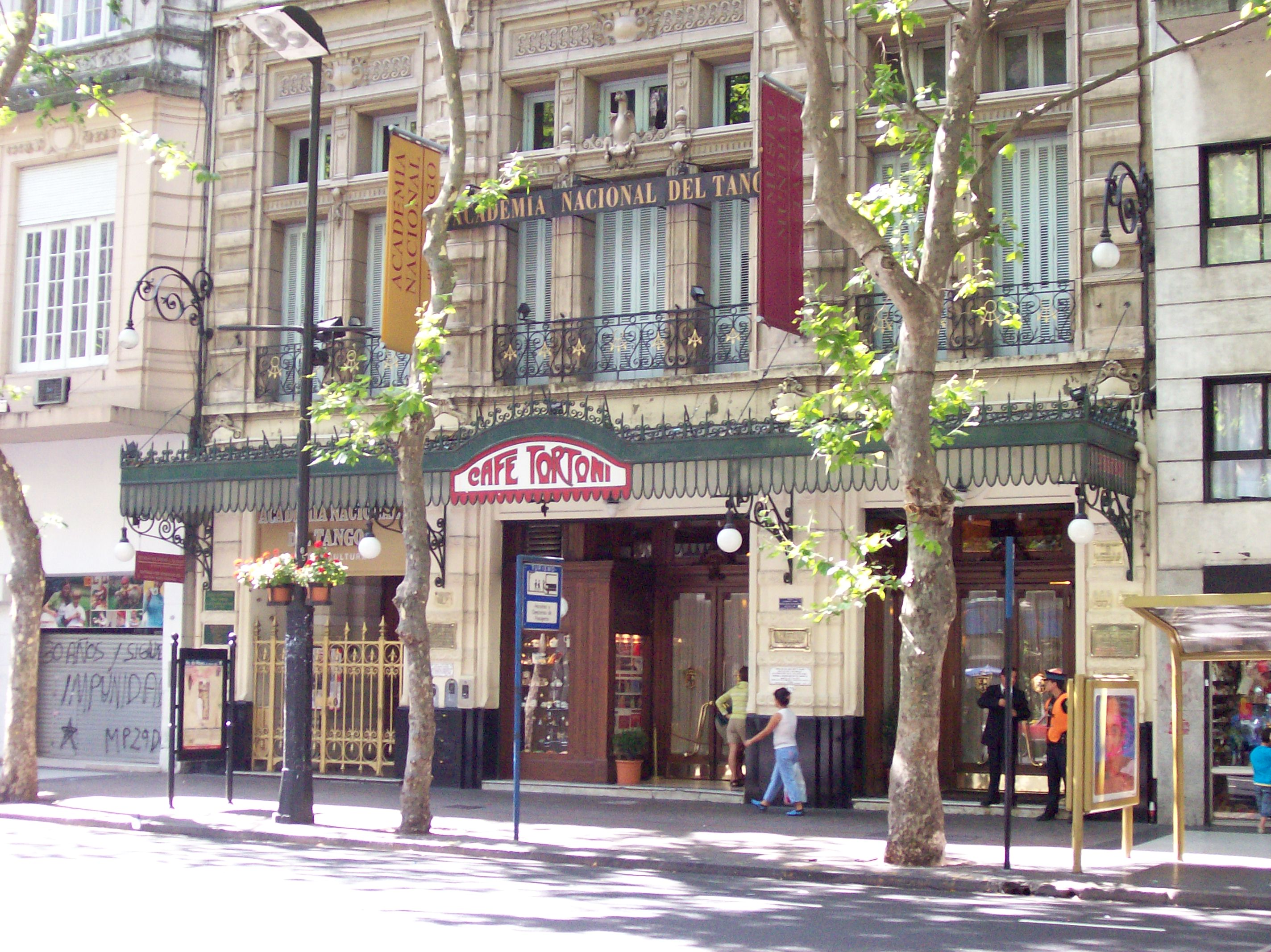
Café Tortoni, uno de los Bares notables más conocidos y el más antiguo de la ciudad, inició actividades en el año 1858.

La ciudad cuenta con un selecto grupo de unos 60 bares denominados como Bares notables que se caracterizan por haber sido protagonistas de una parte importante de la historia de la ciudad. Muchos de ellos han sido oficialmente reconocidos como Patrimonio Cultural de la Ciudad de Buenos Aires. Estos bares son muy apoyados por programas oficiales del Gobierno de la Ciudad de Buenos Aires.

## Bibliotecas

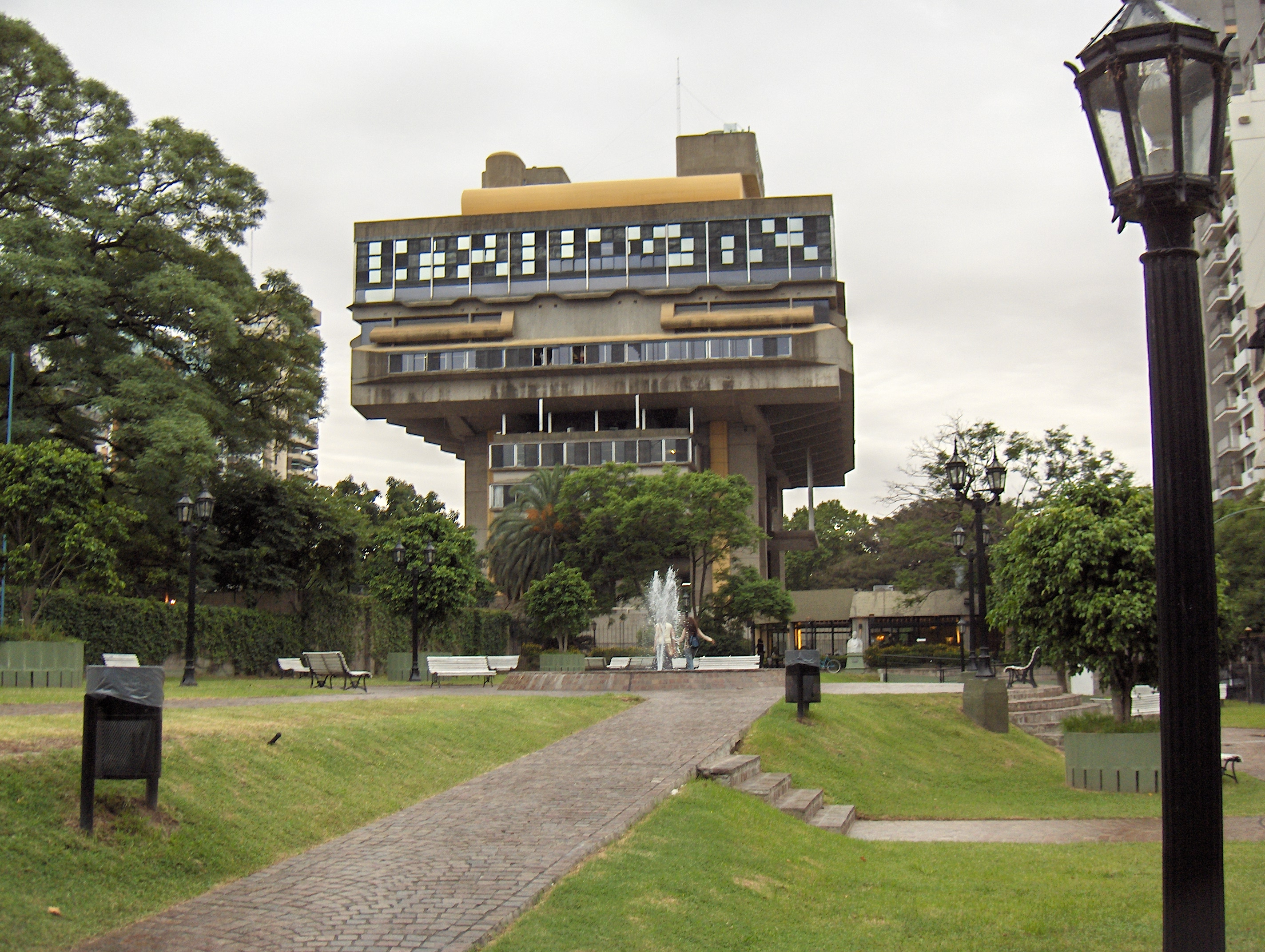
Edificio de la Biblioteca Nacional, la biblioteca más importante de la República Argentina.

Del Gobierno de la Ciudad dependen 26 bibliotecas públicas, a las que se le suman la Casa de Poesía y 8 anexos infantiles, que cuentan con más de 300.000 ejemplares. También cuenta con bibliotecas no dependientes del gobierno local como la Biblioteca Nacional, la Biblioteca del Congreso de la Nación, la Biblioteca Nacional de Maestros, la Biblioteca Argentina para Ciegos, la Biblioteca del Docente y la gran cantidad de bibliotecas dependientes de las universidades nacionales o de instituciones privadas.
La Biblioteca Nacional, ubicada en el barrio de Recoleta, es la más importante del país. Fue inaugurada en 1810, pero su actual sede data del año 1992. Entre sus incunables puede encontrarse, entre otros, una edición de La Divina Comedia de 1484 y una hoja de la primera biblia impresa por Gutemberg.
La Biblioteca del Congreso de la Nación tuvo sus origen formal el 23 de agosto de 1859, mediante la Ley N.º 212. En un principio funcionaba exclusivamente dentro del Palacio del Congreso, en 1974 se inauguró la sede de Alsina 1835, mientras que la sede de Hipólito Yrigoyen 1750, donde antiguamente funcionaba la Caja Nacional de Ahorro y Seguro, fue cedida en 1994. Actualmente cuenta con un patrimonio bibliográfico superior a los 2.000.000 de ejemplares, lo que la hace una de las bibliotecas más completas del mundo.

## Festivales y ferias

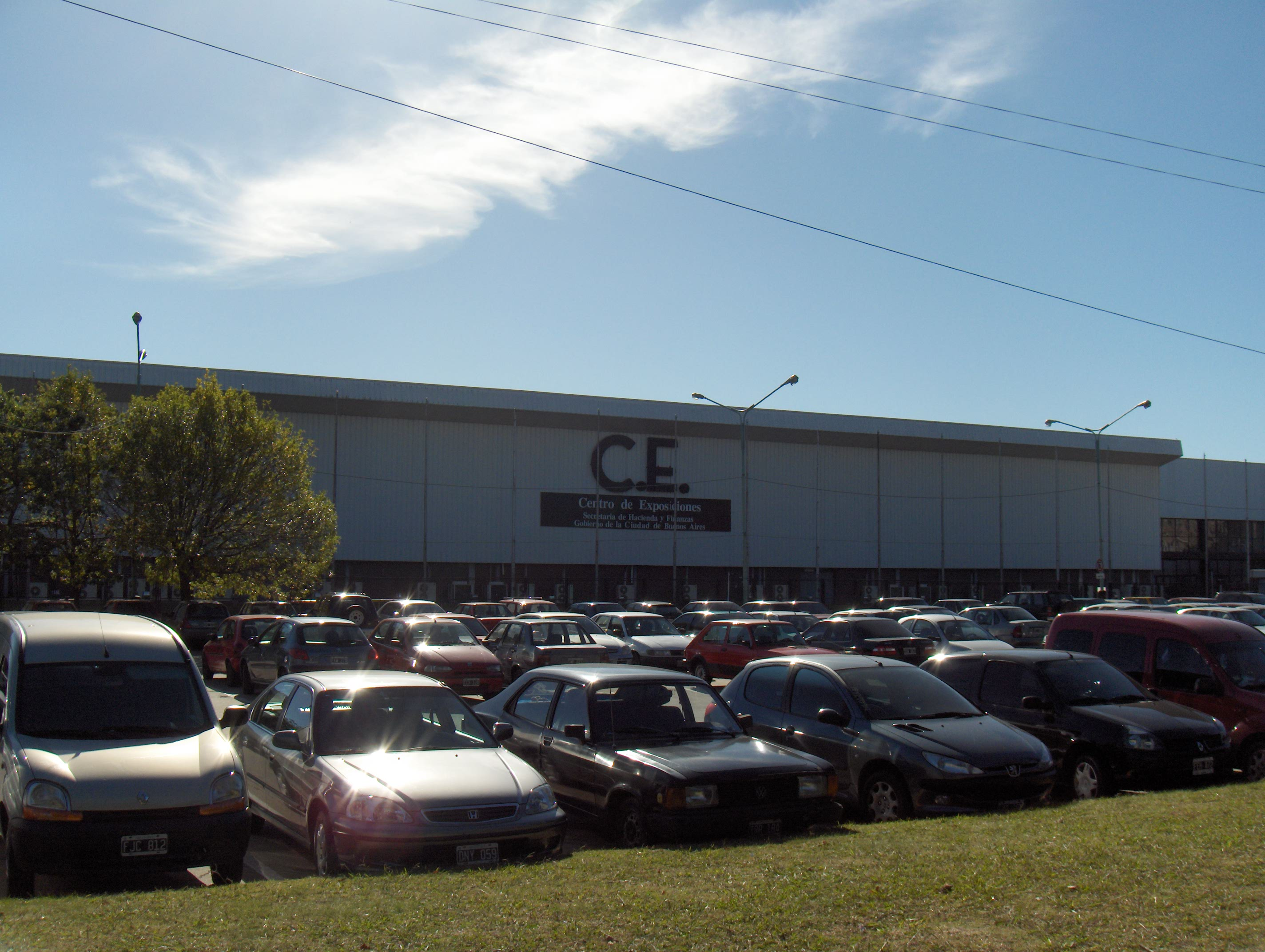
Centro de Exposiciones perteneciente al G.C.B.A., ubicado en el barrio de Recoleta.

Gracias a la diversidad cultural, en la ciudad son organizados festivales de las temáticas más variadas. Durante los primeros meses del año se realiza el Festival Buenos Aires Tango, en donde se brindan diferentes espectáculos relacionados con el tango y se brindan clases de baile tanto para principiantes como para bailarines avanzados. El cierre del festival es una multitudinaria milonga al aire libre en la intersección de las calles Diagonal Norte y Maipú.
También se realiza durante el mes de abril el Festival Internacional de Cine Independiente de Buenos Aires (BAFICI), que es uno de los festivales de cine más importantes del país. Las sedes del festival suelen ser el complejo de cines ubicado en el Mercado de Abasto y diferentes cines, generalmente ubicados en la Avenida Corrientes.
La ciudad es sede de diferentes festivales musicales, por ejemplo el Festival Martha Argerich. En el festival se ofrecen recitales sinfónicos y de cámara, y es organizado por la reconocida pianista argentina Martha Argerich. Además, se organiza en la segunda mitad del año un festival de rock, el Festival Pepsi Music. En los diez días que dura el festival se presentan más de cien bandas, tanto de la Argentina como del exterior. Finalmente, durante los últimos meses del año, Buenos Aires es sede de Creamfields, uno de los festivales más importantes de música electrónica del mundo.
La Feria Internacional del Libro de Buenos Aires es la más grande de habla hispana, ya que durante las tres semanas de duración concurren a la feria más de 1.200.000 visitantes. En la feria exponen editoriales, librerías y distribuidores, y se puede concurrir a las charlas de prestigiosos escritores y científicos. Además, la Feria del Libro concentra gran parte de las ventas minoristas del año, debido a la gran promoción que allí realizan los diferentes productores.
A nivel teatral, Buenos Aires cuenta con uno de los festivales más grandes a nivel internacional de teatro independiente -el Festival Efímero de Teatro Independiente- que se realiza cada verano desde 2013 en plazas, teatros y centros culturales de la ciudad.
Además, la ciudad cuenta con dos grandes centros de exposiciones como La Rural, un predio de 45.000 m², y el Centro de Exposiciones de Buenos Aires, de 23.000 m² perteneciente al Gobierno de la Ciudad de Buenos Aires. En estos predios se realizan anualmente una gran cantidad de ferias, congresos y eventos.

## Moda
En Buenos Aires, desde 2001, se realiza dos veces al año el evento de moda más importante de Argentina, la Buenos Aires Fashion Week con el fin de mostrar las últimas tendencias para las colecciones primavera-verano y otoño-invierno. BAF Week cuenta con la presencia de diseñadores internacionales pero sobre todo nacionales de manera que es una buena ocasión para ofrecer un panorama sobre la industria de la moda local. La convocatoria se realiza en La Rural. En la ciudad también se llevan a cabo la Argentina Fashion Week y el evento Buenos Aires Moda que llevan 34 y 46 ediciones respectivamente.
La ciudad cuenta a su vez con el Centro Metropolitano de Diseño, una institución pública perteneciente al Gobierno de la Ciudad de Buenos Aires ubicada en el barrio de Barracas en el lugar del antiguo Mercado de Pescado. El predio cuenta con 3.000 m² para la realización de muestras relacionadas con el diseño. Eventos como Casa FOA y Buenos Aires Runway han tenido lugar en sus instalaciones. Caben ser destacados también, los espacios dedicados exclusivamente al dictado de cursos de capacitación vinculados con el diseño.

## Medios de comunicación

### Medios Gráficos

#### Periódicos

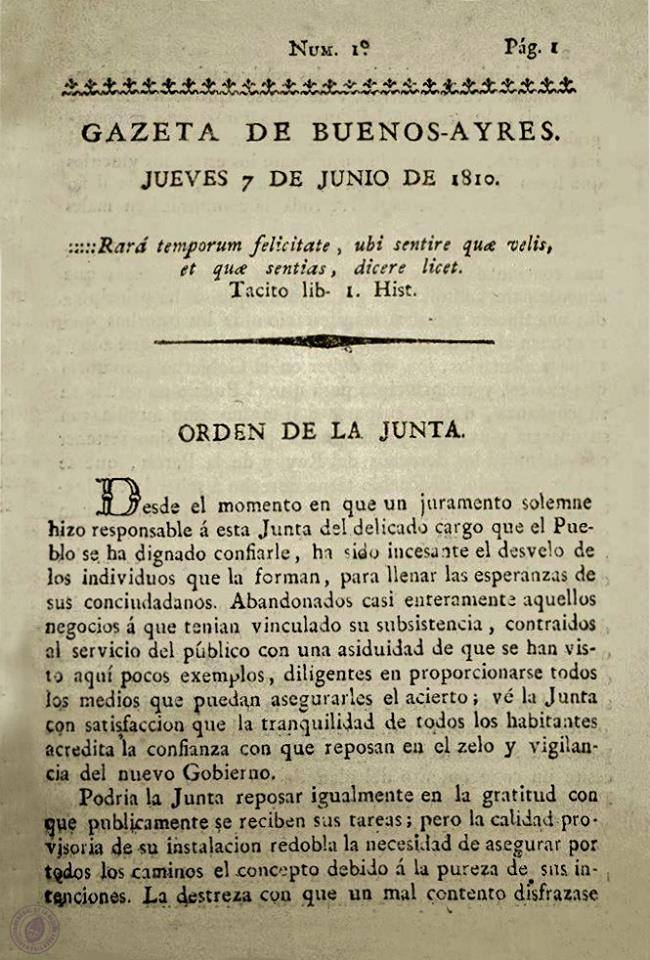
Primera página de la Gazeta de Buenos Aires Nº 1.

El 7 de junio de 1810 la Primera Junta resolvió la creación de la La Gazeta de Buenos Aires, cuya redacción quedaba a cargo de Mariano Moreno, Manuel Belgrano y Juan José Castelli. Además de dar las noticias más importantes de carácter nacional e internacional, también daba a conocer las leyes y decretos de la Junta, convirtiéndose en el primer "boletín oficial" de la Argentina.
A finales del siglo XIX comienzan a ser editados algunos de los diarios más importantes que ha tenido la Argentina, algunos de los cuales perduran hasta la actualidad. El 18 de octubre de 1869 sale a la calle el primer ejemplar del diario La Prensa, fundado por José Camilo Paz, y el 4 de enero de 1870 es editado el primer ejemplar del diario fundado por el expresidente Bartolomé Mitre, La Nación.
Durante la primera mitad del siglo XX fueron fundados muchos de los diarios claves en la historia de los medios gráficos argentinos: en 1905 fue fundado el diario La Razón, que alejado de la política abordaba temas de interés general, y en 1913 sale el primer ejemplar del diario Crítica, que saldría de circulación en 1962. En 1928 se edita el diario El Mundo, el primer periódico tabloide de la Argentina, y el 28 de agosto de 1945 nació el diario Clarín, el de mayor tirada en la actualidad. Cabe destacar el surgimiento del diario Crónica en 1963, un año después de la desaparición del diario Crítica y con el mismo tono sensacionalista.
A finales del siglo XX surgieron otros dos diarios importantes: La Opinión y Página/12. La Opinión fue creado por el periodista Jacobo Timerman el 4 de mayo de 1971, cuya edición se encontraba "a la derecha en economía, al centro en política y a la izquierda en cultura”. El diario Página/12 nació el 26 de mayo de 1987, fue fundado por el periodista Jorge Lanata y tenía una orientación manifiestamente de izquierda.
La venta neta de diarios en la ciudad ha evolucionado durante 2004, ya que se produjo un aumento del 4,71%. Si bien es un aumento considerable, teniendo en cuenta la caída del 12% experimentada durante el 2002, es mucho menor a la registrada en el interior del país donde ascendió al 20,06%. En relación con las revistas, si bien se registró un aumento del 19%, la producción se encuentra en un 50% de la registrada a fines de la década de 1990.
En la actualidad se editan en la ciudad más de 20 periódicos, entre los que se encuentran los diarios La Nación y Clarín que son los más importantes. Además de los mencionados, los siguientes diarios editados en Buenos Aires tienen circulación nacional: Ámbito Financiero, Crónica, El Argentino, El Cronista, Infobae, La Prensa, Página/12, Perfil, Buenos Aires Económico y Minuto Uno.
Clarín es el diario con mayor tirada de la Argentina, siendo además uno de los de mayor difusión en el mundo de habla hispana, con una tirada que promedia los 300.837 ejemplares diarios en junio de 2010. El segundo de mayor tirada (promedio de 160 mil ejemplares de lunes a sábados y 250 mil los domingos) es La Nación que es uno de los más antiguos del planeta.

#### Revistas

##### Historia

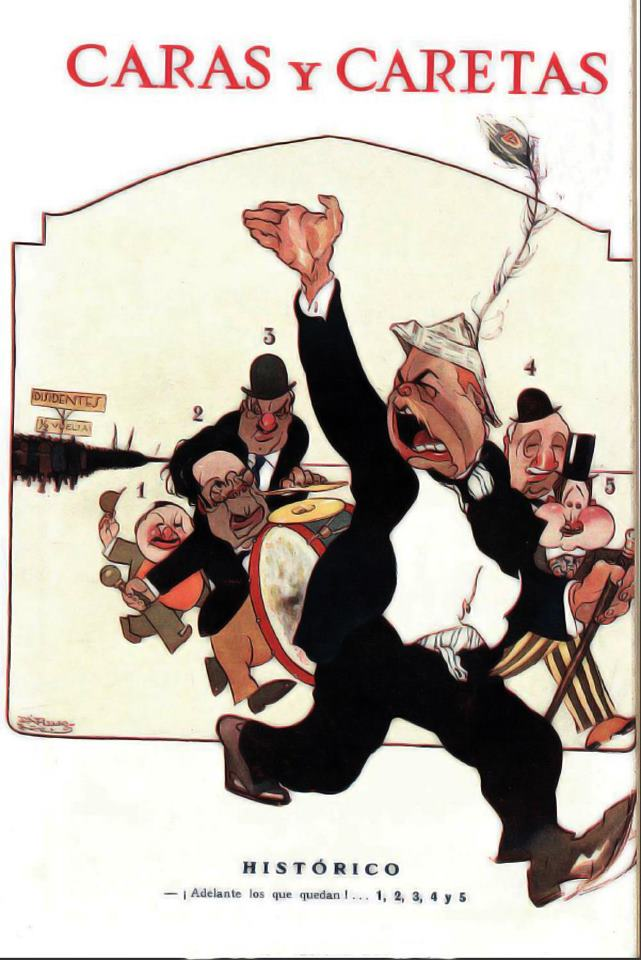
Caras y Caretas, año 1928

La edición de revistas comienza a tomar importancia a finales del siglo XIX, en especial al surgir la revista Caras y Caretas en 1898. Esta revista tenía una temática variada, ya que trataba tanto de política como de cultura. En 1918 surge una editorial que editaría algunas de las revistas más importantes del siglo XX, la Editorial Atlántida. Con ella surgió en 1919 El Gráfico que si bien es conocida como la revista deportiva de mayor permanencia en el mercado, surgió como una revista de interés general. Además editó Billiken, también en 1919, Para Ti, en 1922,  Chacra, en 1930, y Gente en 1965.
También se ha destacado la edición de revistas de humor político, que ya existía en Caras y Caretas. Se destacan Cascabel, de 1941, y Tía Vicenta, creada por Landrú. Además fueron editadas Hortensia y Satiricón, esta última contando con colaboraciones de Jorge Guinzburg y Andrés Cascioli. Luego de ser clausurada por el gobierno de María Estela Martínez de Perón, Cascioli crea en 1978 la revista Humor. En esta revista colaboraron, entre otros, Alejandro Dolina, Roberto Fontanarrosa, Meiji, Rep y Sanyú.
En las décadas de 1960 y 70 surgen una gran cantidad de revistas de análisis político como Primera Plana, Extra, Panorama, Redacción y Semana Gráfica. La más importante fue Primera Plana, creada por Jacobo Timerman en 1962, que introdujo un nuevo esquema en el periodismo argentino. Además, la revista se caracteriza porque allí fue editada por primera vez la tira Mafalda, del humorista Quino.
La vanguardia porteña

De naides sigo el ejemplo,
naide a dirigirme viene
yo digo cuanto conviene,
y el que en tal güeya se planta,
debe cantar, cuando canta,
con toda la voz que tiene.

José Hernández, "La Vuelta de Martín Fierro"

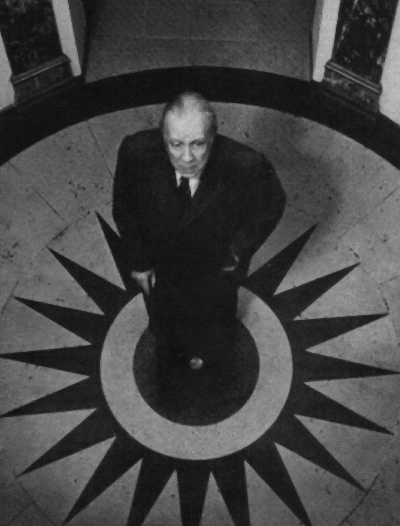
Jorge Luis Borges, exponente del Grupo Florida, participó en la revista Prisma y fue colaborador de la revista Martín Fierro.

Durante las primeras décadas del siglo XX surgieron un grupo de escritores, inconformes con la ortodoxia en materia de arte que existía en la Argentina. Muchos de estos escritores comenzaron a reunirse para publicar una serie de periódicos y revistas, en contraposición a la cultura existente en la ciudad, que generalmente duraban unos meses.
Uno de los primeros periódicos en surgir fue Martín Fierro, gestado por el poeta Évar Méndez, que duró solo 37 días. Esta periódico surgió en 1919 y su carácter inconformista quedó plasmado desde sus volantes publicitarios, en los que se escribía: "Si a usted le preocupa seriamente la elección de una corbata, no lea Martín Fierro" o "Si entiende usted los telegramas del presidente Yrigoyen, no lea Martín Fierro".
Hacia la década de 1920 surgieron nuevos grupos, y en 1921 fue creada una revista mural llamada Prisma. Esta revista fue creada por un grupo de escritores entre los que se encontraban Jorge Luis Borges, Sergio Piñero y Norah Lange, y era pegada en las paredes como "regalo" a la sociedad porteña. Pero como muchas de las revistas de la época tuvo una existencia efímera, solo duró dos números.
Ésta fue también la primera época de la revista Proa, que editó tres números entre 1922 y 1923. La revista fue creada por los mismos que editaron Prisma, a los que se sumó Macedonio Fernández. Estas revistas tenían una estrecha relación con el ultraísmo español, sobre todo porque Borges había conocido, en su viaje a Europa, a Rafael Cansinos Assens y Guillermo de Torre. Desde 1924 a 1926 se produjo la segunda época de esta revista, dirigida por Borges, Alfredo Brandán Caraffa, Ricardo Güiraldes y Pablo Rojas Paz. En esta segunda etapa no solo continuó la relación con el ultraísmo, sino también con la literatura contemporánea francesa.
La revista Inicial fue publicada por Brandán Caraffa, Roberto Ortelli, Roberto Smith y Homero Guglielmini. La revista, publicada entre 1923 y 1926, se encontraba inspirada en la revista Nosotros y en la filosofía de José Ortega y Gasset, y relacionaba la teoría del arte con la política conservadora argentina.
Finalmente, surgieron también escritores relacionados con la realidad social, que fundaron revistas como Los Pensadores, Extrema Izquierda y Claridad. En Los Pensadores, conducida por Antonio Zamora y surgida en 1922, se encargaron de difundir obras de la literatura socialista europea. Esta revista resurgió en 1927 bajo el nombre de Claridad, dirigida por Zamora, Leónidas Barletta y César Tiempo.
En 1924 resurge la revista Martín Fierro, nuevamente dirigida por Méndez y con asistencia de Oliverio Girondo, Ernesto Palacio y Pablo Rojas Paz. Estos artistas aumentaron las diferencias con los escritores anteriores al Centenario, fusionando lo nacional con lo europeo e intentando insertar la actividad en el circuito comercial.
A diferencia de lo que se cree, la revista no fue nombrada en honor al poema de José Hernández, sino que se basaba en una estrofa del poema (la que se encuentra citada al principio). En el manifiesto martinfierrista publicado en el número 4, se establecen los "adversarios" del movimiento: aquellos hombres grandilocuentes y solemnes que adhieren a los modelos agotados. Entre la gran cantidad de colaboradores se encuentran Xul Solar, Alberto Prebisch, Enrique Amorim, Nicolás Olivari, Jorge Luis Borges, Norah Lange, Raúl González Tuñón, Leopoldo Marechal, Xavier Villarrutia, Pablo Neruda y Marcelle Auclair.
Para esta época existía una "rivalidad" entre dos facciones de artistas e intelectuales porteños: el Grupo Florida y el Grupo Boedo. El grupo Boedo estaba compuesto por escritores de Martín Fierro, Claridad y Extrema Izquierda, y se inclinaban hacia el realismo y el tema social. Del otro lado se encontraba el Grupo Florida, que incluía artistas de Martín Fierro y Proa, desligado de la realidad social y cercanos a la literatura universal. La leyenda sobre el origen de los grupos se rastrea a la polémica entre las revistas Martín Fierro y Extrema Izquierda, ya que la última había asumido la misma postura crítica hacia la Martín Fierro que tenía Roberto Mariani (críticas que Mariani había escrito en la propia Martín Fierro). De esta forma se autotitularon con el nombre de la calle Boedo, mientras que nombraron a los otros Florida, ya que se reunían en la confitería Richmond ubicada en esa calle.
Con la caída del gobierno constitucional de Hipólito Yrigoyen en 1930, y con la llegada del primer gobierno militar, estas revistas irreverentes comenzaron a desaparecer. Sin embargo surgieron otras como la Revista Sur, que fue una de las revistas culturales más influyentes de América Latina.

##### Actualidad
En la actualidad esta industria comenzó a recuperarse de las pérdidas producidas durante la crisis argentina, aumentando sus ventas pero sin recuperar las cifras alcanzadas a principios de la década de 1990. Entre las revistas de mayor venta se encuentran "Caras y Caretas", "Caras", "Gente", "El Gráfico" y "XXIII".

#### Industria editorial
Buenos Aires es el centro editorial por excelencia de la República Argentina y uno de los más destacados a nivel latinoamericano. A comienzos del siglo XX la industria editorial no estaba desarrollada, Buenos Aires no contaba con editores profesionales. La figura del editor se consolidó recién en 1916, cuando Manuel Gálvez formó una cooperativa que llegó a editar, entre otros, los primeros libros de Alfonsina Storni, Baldomero Fernández Moreno y Horacio Quiroga. Por esa época surgieron dos editoriales importantes, una era Tor y la otra Claridad, formada por el Grupo Boedo. Claridad vendía sus libros por 20 centavos de la época (equivalían a dos boletos de tranvía), y de sus ediciones más exitosas llegó a vender más de 25.000 ejemplares. Las ediciones eran populares porque el estilo del Grupo Boedo, a diferencia del Grupo Florida integrado entre otros por Jorge Luis Borges, era popular. Como escribirían en la primera edición de su revista Claridad: “Nosotros escribimos mal, tal vez, porque nuestra aspiración no consiste en llegar a escribir bien. Somos desaliñados: lo sabemos. Sucios. Espontáneos, pero nos hacemos entender hasta por el vigilante de la esquina“.
Con el fin de la guerra civil española, muchos intelectuales republicanos llegaron al país y fundaron las editoriales más importantes: Sudamericana, Lozada, Emecé y Botella al Mar. España abastecía el 80% del mercado de habla hispana, y Buenos Aires comenzó a ocupar parte del mismo. El punto más alto se alcanzó en 1953 cuando las ventas nacionales alcanzaron un volumen total de 51 millones, y cifras similares se alcanzaron en 1974. Esto comenzó a revertirse desde 1990, cuando la convertibilidad afectó casi todas las exportaciones del país, incluidas las de la industria editorial. Otro fenómeno fue la compra y fusión de estas editoriales, muchas compradas por el Grupo Planeta. La devaluación del peso argentino produjo que muchos de los títulos que anteriormente eran importados, hoy en día son producidos en el país ya que los costos son menores. En el 2004 la industria editorial a nivel nacional aumentó un 42% la cantidad de ejemplares respecto al año anterior, ya que fueron editados 18.602 títulos con una tirada promedio de 3.000 ejemplares por título, alcanzando una producción de 54,7 millones de unidades. La Ciudad de Buenos Aires concentra gran parte de esta industria editorial, ya que el 66% de los libros publicados fueron editados en la ciudad. También se produjo un aumento en la cantidad de librerías, superando los 200 locales, revirtiéndose el panorama de la última década cuando cerraban entre 10 y 15 locales en forma anual.

### Radio
La primera transmisión radial del mundo fue realizada en Buenos Aires. Fue el 27 de agosto de 1920 a las 21 horas, cuando desde el techo del Teatro Coliseo se transmitió la ópera Parsifal de Wagner. Los eventos de mayor trascendencia durante la mitad del siglo XX fueron los teleteatros, y el primero en ser transmitido se llamó Una hora en La Pampa. También los programas cómicos fueron muy populares, en especial los protagonizados por figuras como Niní Marshall.
Si bien la popularidad con la que contaba la radio fue acaparada por la televisión, existe todavía una gran variedad de radios, tanto AM como FM. Al igual que en el resto del mundo, las FM son más escuchadas que las AM. Entre las 15 más escuchadas se encuentran 10 que emiten en FM: La 100, Pop Radio, Rock & Pop, FM Metro, Los 40 Principales, Radio Disney, Aspen Classic, Mega 98.3, Vale; y 5 en AM: Radio 10, Radio Mitre, Continental, La Red y Radio Nacional, sin dejar de mencionar a Radio América y Del Plata, que también están entre las más importantes. Entre estas últimas, Radio El Mundo y Radio Rivadavia, son algunas de las más antiguas que todavía emiten.

### Televisión

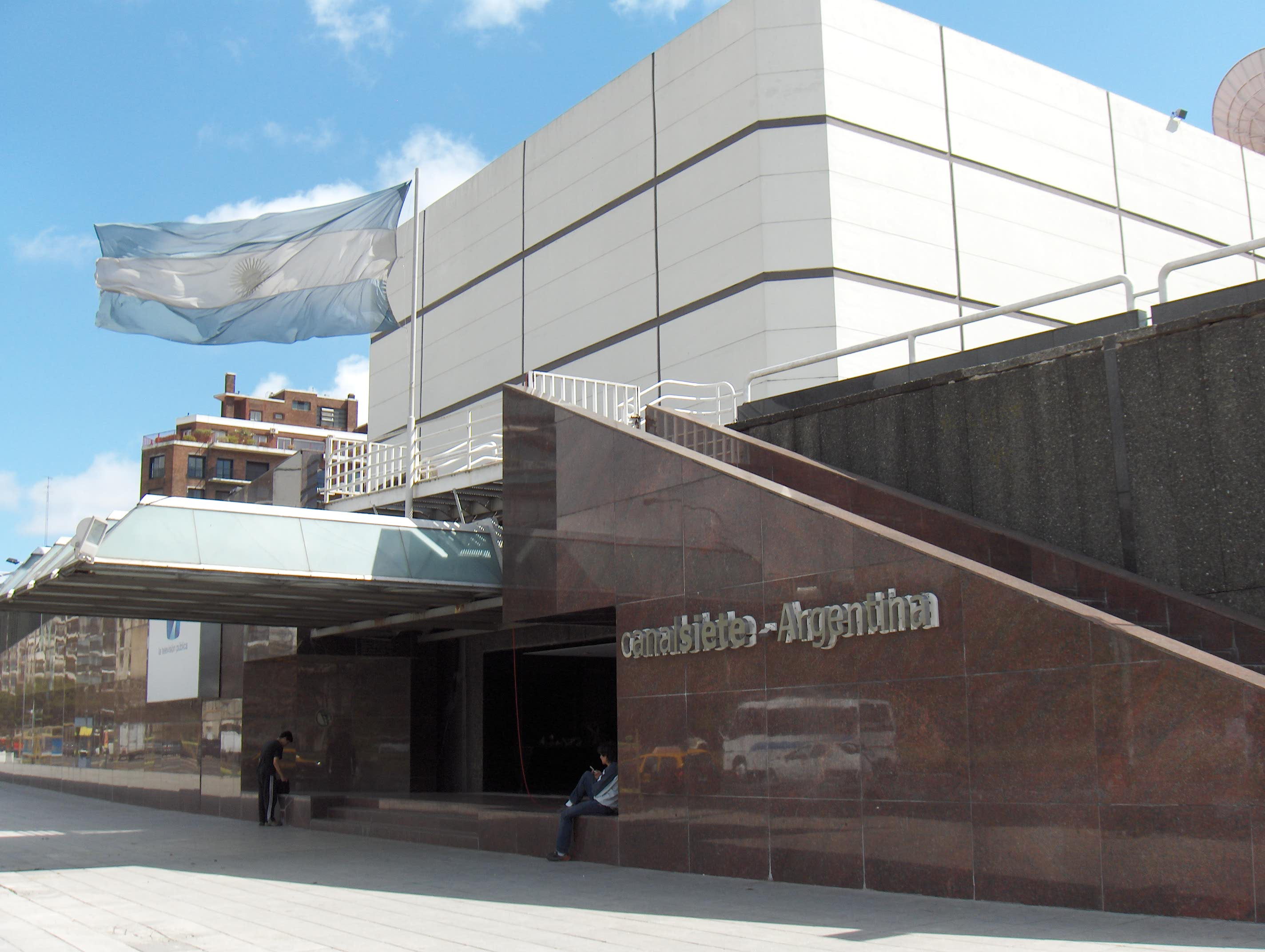
La TV Pública es el único canal de aire de la ciudad que se encuentra en poder del Estado.

La primera transmisión televisiva en la Argentina también fue realizada en Buenos Aires, el 17 de octubre de 1951. En esa ocasión fue cubierto un acto de gobierno del entonces presidente Juan Domingo Perón, ya que ese día se cumplía el 6.º aniversario del Día de la Lealtad Peronista, en el que participaba una multitud que había ocupado parte de la Plaza de Mayo. Durante este acto Eva Perón anunció que renunciaba a la candidatura a la vicepresidencia, pronunciando su frase conocida por algunos "Renuncio a los honores, pero no a la lucha". La transmisión se había realizado a través del Canal 7, en ese momento llamado LR3 Televisión Radio Belgrano, a cargo de Jaime Yankelevich. Para poder realizar esta transmisión, Yankelevich había realizado meses antes un viaje a los Estados Unidos para traer los equipos que permitieron dar comienzo a la historia de la televisión argentina.
Pero debido a los costos de los televisores, la televisión no era el medio de comunicación más popular del país. Los televisores eran importados desde Estados Unidos, hasta que en 1954 fue inaugurada la primera fábrica nacional: Copehart Argentina. Desde entonces la televisión comenzó a popularizarse hasta convertirse en el medio de comunicación más importante.
A partir de la década de 1960 surgen los nuevos canales de televisión, ya que hasta el momento solo era permitido Canal 7. Las licencias habían sido adjudicadas en abril de 1958 por el general Pedro Eugenio Aramburu, tres días antes de finalizar su mandato. De esta forma el 9 de junio de 1960 se inauguró Canal 9, el 1 de octubre de 1960 Canal 13, el 21 de julio de 1961 Canal 11. En 1966 surgió en la ciudad de La Plata el Canal 2, que podía ser sintonizado desde la Ciudad de Buenos Aires. Si bien este canal no surge en la capital argentina, debido a la centralización existente en el país su estudio central se encuentra actualmente en Buenos Aires.
Durante la década de 1970 se declararon vencidas las licencias para la administración privada de los canales 9, 11 y 13. Los canales pasaron en ese momento a ser controlados por el Estado, y el gobierno designó interventores para hacerse cargo de la administración. Con la llegada de la Copa Mundial de Fútbol de 1978 se realizaron grandes inversiones para que la televisión argentina sea transmitida en color, por lo que se creó el proyecto Argentina 78 Televisora SA, y mediante la Ley 21.895 se adopta el sistema PAL para la transmisión a color. Pero en la Argentina no se había extendido la venta de televisores a color, algo que comienza a suceder cuando las empresas comienzan a fabricarlas en el país. Por esta época comienzan a surgir las primeras empresas de televisión por cable, que comenzaría a generalizarse recién la década de 1990
Con el regreso de la democracia Canal 9 volvería a manos privadas en 1985, más de una década después. También pasa a manos privadas Canal 2, cuando en 1987 es adquirido por Héctor Ricardo García y es renombrado como Teledós. En 1989, mediante el decreto 578/89 del presidente Carlos Menem, se abren las licitaciones para la privatización de los canales 11 y 13, lo que se materializó el 22 de diciembre de ese año. De esta forma, salvo Canal 7, todos los canales de televisión volvieron a manos privadas antes del comienzo de la década de 1990.
La ciudad de Buenos Aires cuenta con cinco canales de televisión por aire, que son muchos de los más importantes del país y muchas de sus producciones son vistas en diferentes partes del mundo:
- América (Canal 2)
- TV Pública (ex ATC, Canal 7)
- Canal 9
- Telefe (Canal 11)
- El Trece (Canal 13)

También existen una gran cantidad de canales de cable que transmiten toda o parte de su programación desde la ciudad: Crónica TV, I-SAT, TyC Sports, Fox Sports Latinoamérica, MTV (Latinoamérica), MuchMusic (Argentina), Canal (á) y Canal 21, entre otros. Además, Canal 26 y Zona 31, que emiten principalmente desde el Gran Buenos Aires, pueden verse desde la ciudad. Estos tres últimos transmiten también en la frecuencia UHF. El Gobierno de la Ciudad cuenta además con un canal llamado Ciudad Abierta, que puede verse a través de las señales de cable de la ciudad de Buenos Aires.